# Seznam králů starověkého Egypta
Seznam králů starověkého Egypta zahrnuje všechny známé panovníky starověkého Egypta od nejistých počátků až do výbojů Alexandra Velikého.

## Doba před sjednocením Horního a Dolního Egypta (?? – cca3032/2982)

### 0. dynastie(?? – cca3032/2982)
(posloupnost a délka vlády jednotlivých králů nejsou známy)
- Serek
- Iri-Hor[1]
- Ka
- Narmer

## Archaická doba(cca3032/2982–2707/2657)

### 1. dynastie(cca3032/2982–2853/2803)
- Hor Aha (Meni?) (cca 3032/2982–3000/2950)
- Iti (3000/2950–2999/2949)
- Džer (2999/2949–2952/2902)
- Wadži (2952/2902–2939/2889)
- Den (2939/2889–2892/2842)
- Adžib (2892/2842–2886/2836)
- Semerchet (2886/2836–2878/2828)
- Kaa (2878/2828–2853/2803)

### 2. dynastie(cca2853/2803–2707/2657)
- Hetepsechemuej (2853/2803–2825/2775)
- Raneb (2825/2775–2810/2760)
- Ninecer (2810/2760–2767/2717)
- Vadžnes (2767/2717–2760/2710)
- Senedž (2760/2710–2749/2699)
- Neferkare (2749/2699–2744/2694)
- Neferkasokar (2744/2694–2736/2686)
- (?) Hudžefa (2736/2686–2734/2684)
- Peribsen, vzdorokrál tří předchozích panovníků
- Chasechemuej (2734/2684–2707/2657)

## Stará říše(cca2707/2657–2216/2166)

### 3. dynastie(cca2707/2657–2639/2589)
- Sanacht (2707/2657–2690/2640)
- Necerichet (Džoser) (2690/2640–2670/2620)
- Sechemchet (2670/2620–2663/2613)
- Chaba, (2663/2613– ??)
- Hunej (??–2639/2589)

### 4. dynastie(cca2639/2589–2504/2454)
- Snofru (2639/2589–2604/2554)
- Chufu (Cheops) (2604/2554–2581/2531)
- Radžedef (2581/2531–2572/2522)
- Rachef (Chefrén) (2572/2522–2546/2496)
- Baufre (2546/2496–2539/2489)
- Menkaure (Mykerinos) (2539/2489–2511/2461)
- Šepseskaf (2511/2461–2506/2456)
- (?) Thamfthis (2506/2456–2504/2454)

### 5. dynastie(cca2504/2454–2347/2297)
- Veserkaf (2504/2454–2496/2446)
- Sahure (2496/2446–2483/2433)
- Neferirkare (2483/2433–2463/2413)
- Šepseskare (2463/2413–2456/2406)
- Raneferef (2456/2406–2445/2395)
- Niuserre (2445/2395–2414/2364)
- Menkauhor (2414/2364–2405/2355)
- Džedkare (2405/2355–2367/2317)
- Venis (2367/2317–2347/2297)

### 6. dynastie(cca2347/2297–2216/2166)
- Teti (2347/2297–2337/2287)
- Veserkare (2337/2287–2335/2285)
- Pepi I. (2335/2285–2285/2235)
- Merenre I. (2285/2235–2279/2229)
- Pepi II. (2279/2229–2219/2169)
- Merenre II. (2219/2169–2218/2168)
- Neitokret (2218/2168–2216/2166)

## 1. přechodná doba(2216/2166–1976)

### 7. dynastie(70 dní) a8. dynastie(2216/2166– cca2170/2120)
(posloupnost a délka vlády jednotlivých králů nejsou přesně známy)
- Menkare
- Neferkare II.
- Neferkare Nebi (Neferkare III.)
- Džedekare Šemai
- Neferkare Chendu (Neferkare IV.)
- Merenhor
- Neferkamin Snoferka
- Nikare
- Neferkare Tereru (Neferkare V.)
- Neferkahor
- Neferkare Pepiseneb (Neferkare VI.)
- Neferkamin Anu
- Ibi
- Neferkaure
- Neferkauhor
- Neferirkare

### 9.a10. dynastie(2170/2120– cca2025/2020)

#### 9. dynastie
- Meryibre Chetej I.
- Neferkare VII.
- Nebkaure Chetej II.
- Senenh nebo Setut

#### 10. dynastie
- Meryhathor
- Neferkare VIII.
- Vahkare Chetej III.
- Merikare

### 11. dynastie(2119–1976)
- Mentuhotep I. (2119–??)
- Antef I. (??–2103)
- Antef II. (2103–2054)
- Antef III. (2054–2046)
- Mentuhotep II. (2046–1995)
- Mentuhotep III. (1995–1983)
- Mentuhotep IV. (1983–1976)

## Střední říše(1976–1794/1793)

### 12. dynastie(1976–1794/1793)
- Amenemhet I. (1976–1947)
- Senusret I. (1956–1911/1910)
- Amenemhet II. (1914–1879/1876)
- Senusret II. (1882–1872)
- Senusret III. (1872–1853/1852)
- Amenemhet III. (1853–1806/1805)
- Amenemhet IV. (1807/1806–1798/1797)
- Sebeknofru (1798/1797–1794/1793)

## 2. přechodná doba(1794/1793–1550)

### 13. dynastie(1794/1793–1648/1645)
(posloupnost a délka vlády jednotlivých králů nejsou přesně známy)
- Wegaf
- Amenemhatsonbef
- Pentini
- Amenemhet V.
- Sehetepibre
- Amenemhet VI.
- Nebennu
- Harnedžherjotef
- (?) Sebekhotep I.
- Amenemhet VII.
- Sebekhotep II.
- Chendžer
- Antef IV.
- Sebekhotep III.
- Neferhotep I.
- Sihathor
- Sebekhotep IV.
- Sebekhotep V.
- Jaib
- Aj I.
- (?) Sebekhotep VI.
- (?) Mentuhotep V.
- (?) Neferhotep II.
- Sebekhotep VII.
- (?) Neferhotep III.
- (?) Sebekhotep VIII.
- (?) Mentuhotep VI.
- (?) Mentemsaf
- Dedumose
- (?) Mentuhotep VII.
- (?) Ini

### 14. dynastie(??–1648/1645)
(posloupnost a délka vlády jednotlivých králů nejsou přesně známy)
- Nehasi
- Merdžefare

### 15. dynastie(hyksóská,1648/1645–1539/1536)
- Šeši (Salitis) (1648/1645–??)
- Jakobher (Bnón) (??–??)
- Chaian (Apachnan) (??–??)
- Ienses (Iannas) (??–1590/1587)
- Apopi (Apofis) (1590/1587–1549/1546)
- Chamudi (1549/1546–1539/1536)

### 16. dynastie(souběžná s 15. dynastií)
(vazalové Hyksósů)

### 17. dynastie(cca1645–1550)
(posloupnost a délka vlády jednotlivých králů nejsou přesně známy)
- (?) Antef V.
- (?) Rahotep
- Sebekemsaf I.
- (?) Thuti
- (?) Senusret IV.
- Semenenre
- Bebanch
- Sebekemsaf II.
- Antef VI.
- Antef VII.
- Senachtenre
- Sekenenre Tao
- Kamose

## Nová říše(1550–1070/1069)

### 18. dynastie(1550–1292)
- Ahmose I. (1550–1525)
- Amenhotep I. (1525–1504)
- Thutmose I. (1504–1492)
- Thutmose II. (1492–1479)
- Hatšepsut (1479/1473–1458/1457)
- Thutmose III. (1479–1425)
- Amenhotep II. (1428–1397)
- Thutmose IV. (1397–1388)
- Amenhotep III. (1388–1351/1350)
- Amenhotep IV. – Achnaton (1351–1334)
- Smenchkare (1337–1333)
- Tutanchamon (1333–1323)
- Aj (II.) (1323–1319)
- Haremheb (1319–1292)

### 19. dynastie(1292–1186/1185)
- Ramesse I. (1292–1290)
- Sethi I. (1290–1279/1278)
- Ramesse II. (1279–1213)
- Merenptah (1213–1203)
- Amenmesse (1203–1200/1199)
- Sethi II. (1200/1199–1194/1193)
- Siptah a Tausret (1194/1193–1186/1185)

### 20. dynastie(1186/1185–1070/1069)
- Sethnacht (1186/1185–1183/1182)
- Ramesse III. (1183/1182–1152/1151)
- Ramesse IV. (1152/1151–1145/1144)
- Ramesse V. (1145/1144–1142/1140)
- Ramesse VI. (1142/1140–1134/1132)
- Ramesse VII. (1134/1132–1126/1123)
- Ramesse VIII. (1126/1123–1125/1121)
- Ramesse IX. (1125/1121–1107/1103)
- Ramesse X. (1107/1103–1103/1099)
- Ramesse XI. (1103/1099–1070/1069)

## 3. přechodná doba(1070/1069–664)

### 21. dynastie(1070/1069–946/945)
- Nesbanebdžed (1070/1069–1044/1043)
- Amenemnesut (1044/1043–1040/1039)
- Pasbachaenniut I. (1044/1043–994/993)
- Amenemope (996/995–985/984)
- Osorkon (985/984–979/978)
- Siamon (979/978–960/959)
- Pasbachaenniut II. (960/959–946/945)

### 22. dynastie(libyjská,946/945–714/712)
- Šešonk I. (946/945–925/924)
- Osorkon I. (925/924 – cca 889)
- Šešonk II. (cca 890)
- Takelot I. (cca 889–874)
- Osorkon II. (cca 874–850)
- Harsieset (cca 870–860)
- Takelot II. (cca 850–825)
- Šešonk III. (cca 825–773)
- Pimej (cca 773–767)
- Šešonk V. (cca 767–730)
- Osorkon IV. (cca 730–714/712)

### 23. dynastie(libyjská, cca818–719/717)
- Padibastet (cca 818–793)
- Šešonk IV. (cca 793–787)
- Osorkon III. (cca 787–759)
- Takelot III. (cca 764–757)
- Rudžamon (cca 757–754)
- Iupet (cca 754–719/717)

### 24. dynastie(cca740–714/712)
- Tefnacht (cca 740–719/717)
- Bakenrenef (719/717–714/712)

### 25. dynastie(kušitská – vládciKušitské říšeovládli Egypt, cca745–664)
- Pianchi (cca 745–715/713)
- Šabaka (715/713–700/698)
- Šabataka (700/698–690)
- Taharka (690–664)
- Tanutamon (664)

(bývají sem řazeni i)
- Alara (800–770)
- Kašta (770–747)

## Pozdní doba(664–332/330)

### 26. dynastie(saiská,664–525)
- Neko I. (675–664)
- Psammetik I. (664–610)
- Neko II. (610–595)
- Psammetik II. (595–589)
- Haibre (589–570)
- Ahmose II. (570–526)
- Psammetik III. (526–525)

### 27. dynastie(perská – vládciAchaimenovské říše, Egypt byl její součástí,525–401)
- Kambýsés (525–522)
- Dareios I. (522/521–486/485)
- Xerxés I. (486/485–465/464)
- Artaxerxés I. (465/464–424)
- Xerxés II. (424/423)
- Sogdianos (423)
- Dareios II. (423–405/404)
- Artaxerxés II. (405/404–401)

### 28. dynastie(404/401–399)
- Amyrtaios (404/401–399)

### 29. dynastie(399–380)
- Nefaarudž I. (399–393)
- Hakor (393–380)
- Pašerimut (393/392), vzdorokrál
- Nefaarudž II. (380)

### 30. dynastie(380–342)
- Nachtnebef (380–362)
- Džedhor (364/362–360)
- Nachthareheb (360–342)

### 31. dynastie(perská – vládciAchaimenovské říše, Egypt byl její součástí,342–332/330)
- Artaxerxés III. (342–338)
- Arsés (338–336)
- Dareios III. (336–332/330)